# 蘇暐淇
蘇暐淇，前伊林娛樂旗下藝人，台灣女演員，2015年演出廉政英雄。

## 影視作品

### 電視劇
| 年份   | 頻道 | 劇名               | 飾演         | 備註                                                |
| 2015年 | 民視 | 《廉政英雄》       | 馮馨(潘芳芳) | 第三十五單元【駭客任務】 第三十六單元【永遠不回頭】 |
| 2016年 | 民視 | 《我的老師叫小賀》 | 周心潔       |                                                     |
| 2016年 | 華視 | 《海海人生》       | 阿珠         |                                                     |
| 2021年 | 台視 | 《一個屋簷下》     |              |                                                     |

### 微電影
- Panasonic 愛上nano的你
- 《中二病影像製作團隊》共生

### 電影
- 2012年 LOVE

## 綜藝節目
| 播出頻道   | 節目名稱        |
| 三立都會台 | 《 型男大主廚》 |
| 中視綜藝台 | 《康熙來了》    |
| 中天綜合台 | 《康熙來了》    |
| 三立都會台 | 《國光幫幫忙》  |
| 八大綜合台 | 《娛樂百分百》  |
| 緯來綜合台 | 《愛喲我的媽》  |
| 衛視中文台 | 《歡樂智多星》  |
| 衛視中文台 | 《WOW！侯麻吉》 |
| 中天綜合台 | 《大學生了沒》  |
| 民視       | 《舞力全開》    |
| 中天娛樂台 | 《天天樂財神》  |

一個屋簷下

## 廣告

### 台灣
- 露得清
- 王道銀行
- Uniqlo
- 魔術靈
- Luxgen汽車
- 蒙牛乳
- 台灣之星
- 桂冠沙拉
- 太和工房
- 遠傳哈啦標網包
- 富邦財神信用卡
- 三星手機
- Toyota電動車
- 可口可樂
- 高機能好菌多
- 每朝健康
- 康是美
- 荷卡廚坊
- 神魔online*桂格完膳*奇摩購物
- 遠傳電信TVC-H8篇
- 台鹽生技-綠迷雅

### 香港
- 施巴
- Alinamin EX Plus

## MV作品
- VOX 玩聲樂團 朱古力

## 外部連結
- 蘇暐淇 Amber的Facebook專頁
- 蘇暐淇的Instagram帳戶